# St.-Georgs-Statuette

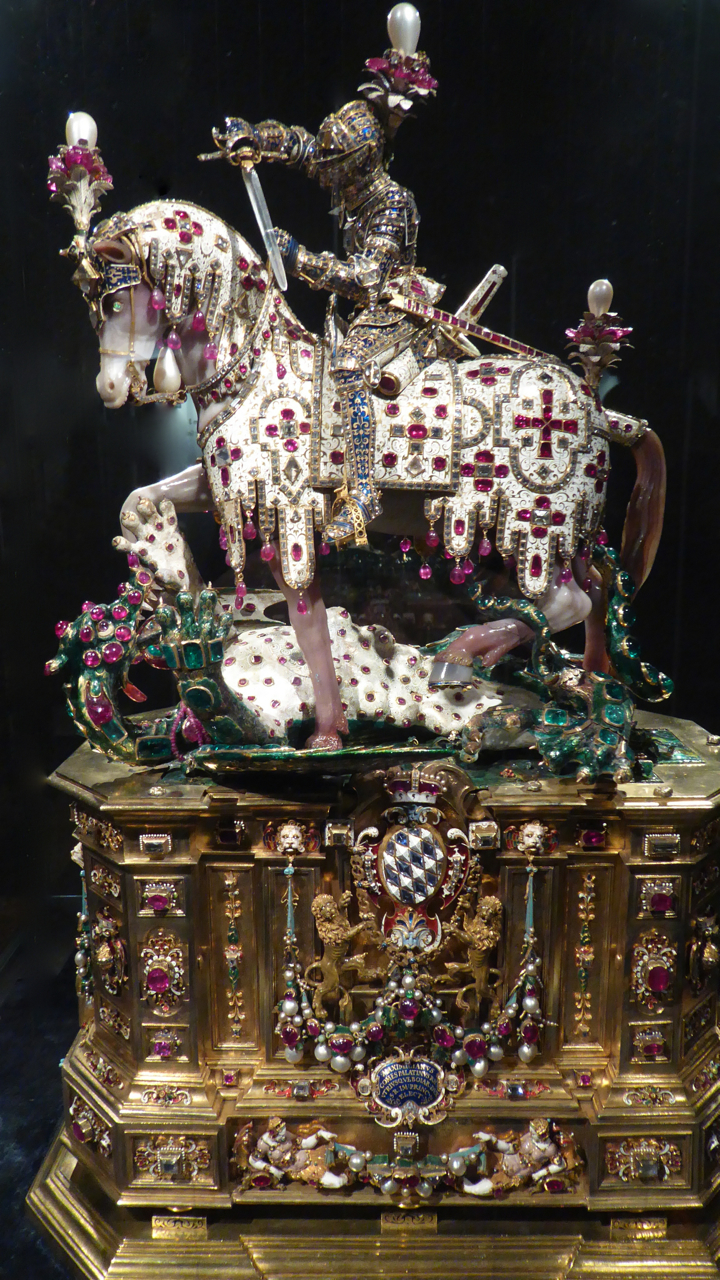
St.-Georgs-Statuette, Schatzkammer der Residenz München

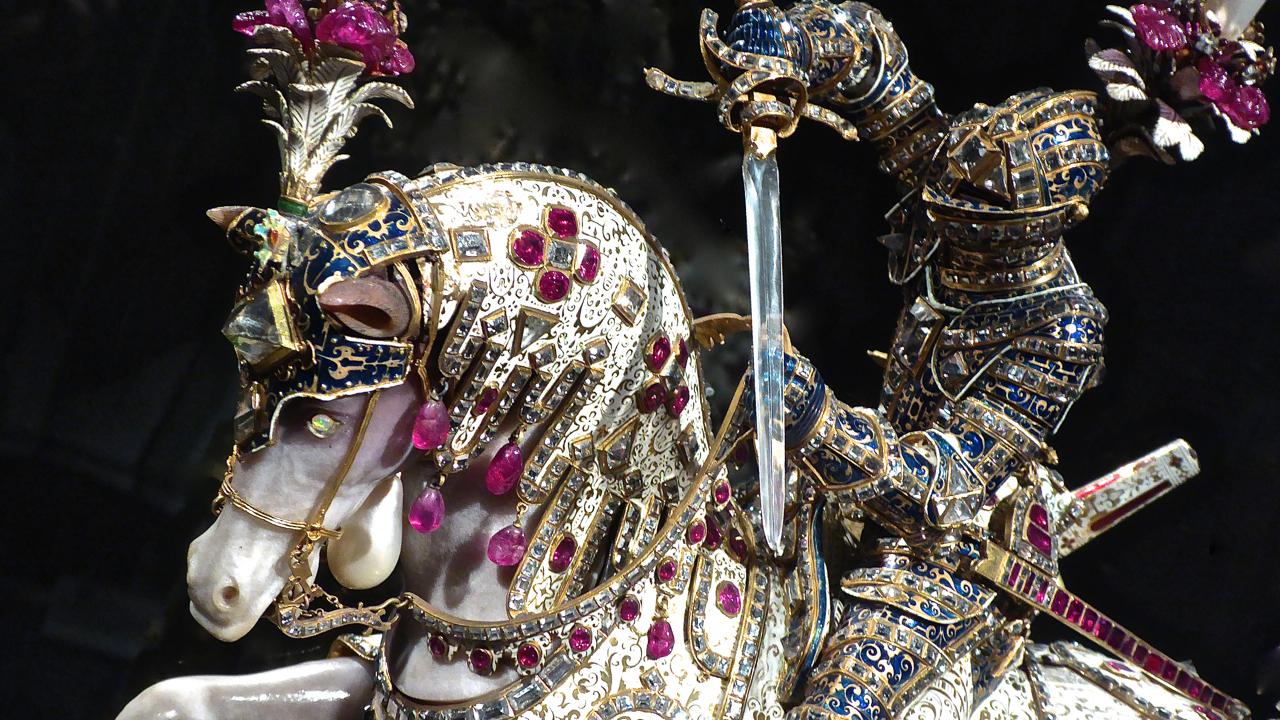
St. Georg in Ritterrüstung auf seinem Pferd

Die St.-Georgs-Statuette ist eine Prunkstatuette in Form eines mit Gold und Edelsteinen verzierten Reiterstandbildes in der Schatzkammer der Residenz in München.

## Beschreibung, Symbolik und Herkunft
Die 50 cm hohe Statuette des Ritters Georg ist ein Reiterstandbild. Sie zeigt den Ritter Georg, einen Heiligen, in Rüstung mit Schwert auf seinem geschmückten, weißen Schlachtross gegen einen am Boden liegenden, sich aufbäumenden grünen Drachen kämpfend. Das Pferd schreitet unerschrocken in ruhigem Passgang über den Drachen. Auch der Ritter drückt keine Dramatik aus. Seine Schwerthaltung ist nicht auf den Drachen gerichtet und gibt nicht den bevorstehenden Todesstoß wieder. Reiter und Pferd stellen somit einen symbolischen Triumphanten und Schutzherrn dar. Die Statuette symbolisiert im Kampf des Ritters gegen den Drachen den allgemeinen Sieg des Guten über das Böse. Das Werk ist Kundgabe der politischen Position Bayerns in den Zeiten der Glaubensspaltung.
Der kastenförmige Sockel mit der Reliquienlade schildert ritterliche Tugenden in Form des Abbilds der Temperantia, der allegorischen Person der Mäßigung mit dem Attribut zweier Gießgefäße und der Sapientia, Allegorie der Weisheit mit Schlange und Spiegel, Symbole der Nichtigkeit und Eitelkeit der Welt. Auf der Frontseite sieht man eine Wappenkartusche der Wittelsbacher mit zwei seitlichen Löwen.
Die Statuette besteht aus Goldgussfiguren (Ritter und Drache), Goldemail (Überzug über die Goldgussgebilde), gewalztem Goldblech (Schabracke bzw. Satteldecke), vergoldetem Silber (Sockel), Diamanten (an Schabracke und Ritterrüstung), Rubinen (an Kopf und Bauch des Drachen, an der weißen Schabracke und Schwertscheide), Smaragden (Drachenhaut), Opalen, Achaten, Chalzedonen, Bergkristallen (Schwertklinge) und weiteren Edelsteinen sowie großen, tropfenförmigen Perlen. Die Lanzenspitze steckt im Hals des Drachen.
Das Kunstwerk wurde als Reliquiar für eine St. Georgs-Reliquie geschaffen, die der Kölner Erzbischof Ernst von Bayern 1586 seinem Bruder Herzog Wilhelm V. in München schenkte. Im 17. Jahrhundert wurde die Statuette an hohen Feiertagen auf dem Altar der Reichen Kapelle der Münchner Residenz ausgestellt. Als Vorbild für die Rüstung des Heiligen Georg diente der Prunkharnisch Wilhelms V., den er zur Fronleichnamsprozession trug. Das bärtige, in Buchsbaumholz geschnitzte Gesicht des Heiligen unter dem beweglichen Helmvisier trägt die Züge des Stifters.
Das Werk stammt aus der Zeit von 1586 bis 1597, wahrscheinlich nach einem Entwurf Friedrich Sustris. Die Ausführung selbst wird verschiedenen Münchner Meistern zugeschrieben. Mit einer Begutachtung des aufgewendeten Goldes und der Edelsteine wurde der Münchner Goldschmied Hanns Schwanneberg beauftragt. Der Sockelentwurf stammt von Hans Krumper, Kunstintendant Maximilians I. Er trägt die Meistermarke des seit 1622 in München nachweisbaren Goldschmieds Stephan Hoetzer, der die Ausführung  vornahm. Der Sockel wurde von ihm zwischen 1638 und 1641 umgestaltet.